# Mouloud Achour (periodista)
Mouloud Achour (ALA-LC: mawlud eashur) (en árabe: 'مولود عاشور'‎)‎; (1 de agosto de 1980 (44 años), Noisy-le-Sec), es un  locutor de radio y de televisión, animador, periodista, músico, actor, y guionista franco-argelino.

## Carrera
De 2008 a 2013, Mouloud Achour intervino, profesionalmente, en el espectáculo de Le Grand Journal, de la cadena Canal+ donde expone una crónica sobre los nuevos movimientos culturales. También participa en la "Batalla de la Música", de los viernes, frente a Tania Bruna-Rosso, y, desde septiembre de 2010, es el anfitrión de la sección "Le Daily Mouloud" en "El Gran Periódico". Escribe los textos del espectáculo 20 h 10 pétantes y también participa en el espectáculo Los Chicos de la TV, como el DJ Mouloud.
Es animador en la radio parisina Fréquence Paris Plurielle y en la MTV con la participación de China Moses. Antes de Le Grand Journal, tenía una crónica en La Matinale en el Canal+, llamado L'Avis de Mouloud (El comentario de Mouloud).
Mouloud Achour es también periodista en la prensa escrita : participó en el periódico Radikal desde fine de los años 1990 hasta principios de los 2000, escribiendo especialmente los primeros artículos sobre Rohff, Booba, insertando en el periódico las entrevistas de raperos franceses, sistemáticamente colocados en la portada.
Él, también participa en The Source, magazine spécialisé dans le hip-hop, et collabore actuellement à Technikart et au magazine féminin Be. También es uno de los primeros editores  y redactores de la edición francesa de la revista francófona canadiense Vice.
Fundó la marca Kerozen con bandas de rap TTC y La Caution.
En septiembre de 2013, Mouloud Achour presenta la revista de cultura popular  Clique  el sábado a las 12:10 en el Canal+. Han estado, estas personalidades entre otras, en Clique : Noam Chomsky, Pharrell Williams, Rick Ross, Usain Bolt, Vincent Cassel, Zinédine Zidane, Claude Hagège, Vladimir Cosma, Michel Serres, Ibrahim Maalouf, Iam, Kaaris, etc. Por falta de suficiente audiencia, la revista  Clique  no se renovaría para el otoño de 2014. Algunas secciones se retomarían en septiembre de 2014. Le Before : cinematografía, las Personalidades de Louise Chen, etc. 
El espectáculo continúa en su canal Youtube con un éxito inmenso, en comparación con las audiencias televisivas. En particular, él recibe a: Pharrell Williams, Kanye West (quien da allí su única entrevista filmada en Francia), Omar Sy y Justin Bieber.
En 2014, Mouloud Achour es la musa de la marca Uniqlo.
En septiembre de 2015, él es parte del nuevo equipo del espectáculo le Petit Journal en el Canal+.
En mayo de 2016, Mouloud Achour hizo la cobertura de la revista O, libro de tendencias de Obs, como Ministro de Cool.
En junio de 2016, funda la revista Téléramadan, con Mehdi Meklat y Badroudine Saïd Abdallah, cuyo proyecto es "reaccionar ante diversas aproximaciones y humillaciones" para contar todas las facetas de Islam. En el programa "L'Instant M" en France Inter, explica su voluntad: traer una verdadera diversidad dentro de la P.A.F. dando voz a los pobres y jóvenes. Los tres fundadores crean su propia editorial, "Editions du Grand Remplacement ». Para Nicolas Delesalle de Télérama, Téléramadan es « la revisión de los musulmanes que están cansados de disculparse por existir ».
Y, desde 2016, él presenta la emisión Le Gros Journal por el Canal+.

## Opiniones políticas
En 2012, firmaría un contrato con Mokless y Félix Marquardt una tribuna de este último en el periódico Libération, titulada « Jeunes de France, votre salut est ailleurs : barrez-vous ! (Jóvenes de Francia, su salvación está en otra parte: ¡despréndanse!)», abordando el destino que describen como poco envidiable generación Y en Francia. A esto, Jean-Marie Le Pen viajando a una fiesta del Frente Nacional en Indre-et-Loire responde: « Mouloud Achour aconseja [...] ¡a los jóvenes franceses que se vayan! Él permanece entre paréntesis ... También podría aconsejar a sus amigos o primos que no vengan. Pero no, creo que aconseja a los franceses que se vayan para que los primos de Argelia puedan venir en su lugar ».

## Sus emisiones en televisión
- Cinéma De Tiekar, en Canal+ Cinéma, animador
- 2003-2005 : Game Zone en Game One, interviniente (música y tendencias)
- 2004-2005 : MTV Select en MTV, coanimador con China Moses
- 2005-2006 : Mouloud TV en MTV, animador
- 2006-2008 : la Matinale en Canal+ (2006/2008),  animador
- 2008-2013 : Le Grand Journal en  Canal+, periodista animador
- 2012-2013 : Chez Mouloud en Canal+, animador
- 2013- : Le son de Mouloud Achour / Générations, animador
- 2013-2014 :  Clique en Canal+ , animador
- Depuis 2014 : Clique en clique.tv, periodista et réalisateur de documentaires
- 2016-2017 : Le Gros Journal en Canal+, animador
- depuis 10 septembre 2017 : Clique infos en Canal+ , animador

## Filmografía

### Como actor
- 2005 : Sheitan de Kim Chapiron : el DJ;

- 2007 : Ma vie n'est pas une comédie romantique de Marc Gibaja : aparición;

- 2008 : Astérix en los Juegos Olímpicos de Frédéric Forestier y Thomas Langmann : Mouloudus

- 2008 : publicitado por Curly[9] (« Si t'as pas d'amis, prends un Curly »)

- 2009 : Cyprien de David Charhon : Juju

- 2010 : Furia de Titanes  de Louis Leterrier:[10] Kucuk

- 2014 : La Crème de la crème de Kim Chapiron : DJ Métro Party

- 2014 : preparando una película en la Sociedad de Producción cinematográfica Iconoclast.

### Clips
- 2002 : (Je n'arrive pas à) Danser del Grupo TTC;

- 2004 : Il y en a des biens de Didier Super ; en el clip Thé à la menthe del Grupo La Caution;

- 2006 : Dirty Dancing de Enhancer ;

- 2008 : Je porte plainte del rapero Tunisiano, miembro del Grupo Sniper;

- 2010 : N'importe Comment de la fiesta del DJ The Toxic Avenger Simon Delacroix. Orelsan;

2011
- Shalom, Salam, Salut del rapero Seth Gueko ;

- Kush rmx Pavanons-nous hazañ de Ol Kainry. Jango Jack ;

- La Source del Grupo 1995;

- Taxiphone de Mokobé de la hazaña de la banda 113 soprano;

- 2011 : gira estadounidense de Mustapha El Atrassi; en esta ocasión, una película filmada y transmitida como parte de una noche especial en Comédie+, el 9 de febrero de 2012;

- 2012 : remix de Invincible de Nakk;

- 2013 :  Le Rap C Mieux (wesh !) de Disiz.

## Documentales
Mouloud Achour está en el origen, con Ariel Wizman, de documentales tratando en particular con el banlieue y el rap francés, para Canal+ :
- La cara B del hip hop (difundido el 26 de mayo de 2003 por televisión, en Lundi investigation) ;

- Banlieue superstar (difundido el 13 de noviembre de 2005 por televisión);

- Crunk : l'outrance des rappeurs (difundido el 13 de marzo de 2006 por televisión en Lundi investigation).

También organizó un documental sobre ecología, titulado Mouloud pasa al verde, transmitido por Canal + el 17 de julio de 2008.
Acompañando al realizador Kim Chapiron, participa de un documental de viajes, en 2014, con reuniones y entrevistas en Turquía.

## Otras fuentes
- Binet, Stéphanie (27 de marzo de 2008). «Portrait : Son kif dans le PAF». Libération (8364): 32. Archivado desde el original el 1 de julio de 2013. Consultado el 15 de noviembre de 2017..